# Nationalstraße 11 (Japan)
Die Nationalstraße 11 (jap. 国道11号, Kokudō 11-gō) ist eine wichtige Straße in Japan und durchquert Shikoku von Tokushima bis Matsuyama. Ihr Verlauf folgt dabei in den Präfekturen Kagawa und Ehime im Wesentlichen dem der alten Nankaidō.

## Verlauf
- Präfektur Tokushima
  - Tokushima – Naruto
- Präfektur Kagawa
  - Higashikagawa – Sanuki – Takamatsu – Sakaide – Marugame – Zentsūji – Mitoyo – Kan’onji
- Präfektur Ehime
  - Shikokuchūō – Niihama – Saijō – Tōon – Matsuyama